# 프랑스령 다호메이
프랑스령 다호메이 공식적으로 다호메이 식민지와 종속국(프랑스어: Colonie du Dahomey et dépendances)은 1894년부터 1958년까지 프랑스의 식민지였으며 프랑스령 서아프리카의 일부였다. 제2차 세계대전 이후 1947년 프랑스 제4공화국이 설립되면서 다호메이는 프랑스 연합의 일부가 되어 자치권이 강화되었다. 1958년 10월 4일에 프랑스 제5공화국이 설립되었고 프랑스 연합은 프랑스 공동체가 되었다.  식민지는 공동체 내에서 자치 다호메이 공화국이 되었으며, 2년 후인 1960년 8월 1일에 완전한 독립을 얻었고 1975년에 베냉이 되었다.

## 역사

### 다호메이 왕국
이 지역에는 17세기부터 19세기까지 다호메이 왕국이 존재했다.

### 식민지
프랑스의 다호메이 왕국 인수와 식민지화는 1872년에 시작되었다. 1890년의 제1차 프랑코-다오메 전쟁은 왕국을 더욱 약화시켰다. 제2차 프랑코-다오메 전쟁으로 인해 1894년 프랑스의 보호령이 되었다.
1894년 6월 22일자 법령에 따라 Colonie de Dahomey et dépendances('다호메이 식민지와 종속국')가 만들어졌으며, 이는 1904년 프랑스령 서아프리카에 통합되었다.
프랑스 통치하에 코토누에 항구가 건설되었고 철도가 건설되었다. 로마 가톨릭 선교에 의해 학교 시설이 확장되었다. 1946년에 다호메이는 해외 영토가 되었고, 프랑스 연합의 일부가 되었으며, 자체 의회와 프랑스 국회의 대표권을 갖게되었다.
1958년 12월 4일에 다호메이 공화국(République du Dahomey)이 되었으며, 프랑스 공동체 내에서 함께 자급자족하였다.

### 독립
1960년 8월 1일, 다호메이 공화국은 프랑스로부터 완전한 독립을 얻었다.
공화국의 초대 대통령은 프랑스 통치하의 해외 영토 마지막 해에 총리를 지낸 위베르 마가였다.

## 같이 보기
- 프랑스령 다호메이의 식민지 총독 목록
- 다호메이 왕국 (1600년경 ~ 1904년)
- 프랑스령 서아프리카